# Torre del Castell de Torrent
La torre de Torrent és una construcció pertanyent a l'antic castell que en l'actualitat està situada a la Plaça Major del municipi  valencià de Torrent, País Valencià.

## Característiques
Es tracta de la torre de l'homenatge del desaparegut castell de Torrent. Té una planta quasi quadrada (de 13,35 per 13,90 metres), una alçària de 22 metres i forma de piràmide truncada. Consta de cinc plantes i una terrassa i cada pis està cobert per tres  voltes de canó. Les quatre cantonades de la terrassa superior estan cobertes cadascuna amb un merlet de forma piramidal on apareix la  creu de l'Orde de Sant Joan de Jerusalem de vuit puntes en representació de les benaurances i el rat penat heràldic. La porta es troba al primer pis i a ella s'accedia a través d'una escala llevadissa.

## Història
El castell de Torrent va ser construït possiblement al segle xiv, encara que hi ha dubtes sobre si el seu origen és musulmà o cristià, unes proves de Carboni-14 han indicat que la torre (l'únic element que es conserva) és d'origen musulmà. La fortalesa formaria part del cinturó defensiu de la ciutat de València juntament amb altres fortificacions a Montcada, Bétera, Paterna, Xiva, Montroi, Benifairó, Espioca (pedania de Picassent), Silla, Almussafes i a Albufera. La població medieval es va desenvolupar al voltant del castell.
El castell va ser oficialment cedit a l'Orde de Sant Joan de Jerusalem per part Jaume I d'Aragó en 1238 en el context de la Reconquesta del Regne de València.
La torre ha estat usada com presó i va servir com a refugi als diputats de la Generalitat Valenciana en 1494 durant una epidèmia de pesta a la ciutat de València. Alguns esdeveniments de la revolta de les Germanies van tenir com a escenari el castell de Torrent. Al segle xvi es van enderrocar els seus murs i al segle xviii, després de l'autorització papal obtinguda per Carles IV per a la venda de béns dels ordes militars, va ser venut pel rei a Manuel Sixto Espinosa, Conseller d'Estat. En 1847 va ser comprada per l'ajuntament per tornar-la a utilitzar com a presó i per establir els jutjats del recentment fundat partit judicial.
És l'element que es conserva de l'antic castell, les últimes restes van ser enderrocades en la dècada de 1970. En 1973 i en 2009 va ser objecte de rehabilitació.

## Situació actual
Ha estat declarada Bé d'interès cultural del Patrimoni Històric Espanyol, és propietat municipal des de 1847 i s'utilitza per a activitats culturals, com ara les dues sales d'exposicions que alberga. En 2009 van concloure les obres de restauració que van tornar a la torre el seu aspecte original després de l'eliminació de la capa d'arrebossat que presentaven els seus murs. Durant els treballs es van posar al descobert 25 vans corresponents a finestres sageteres que havien estat tapiades en els segles anteriors. La realització de proves de Carboni-14 ha datat la construcció de l'edifici en l'any 1070, amb un marge d'error de 25 anys. Com a conseqüència de la restauració, han quedat al descobert diversos elements defensius, com ara matacans i voltes originals, així com les finestres sageteres.